# Svandís Svavarsdóttir

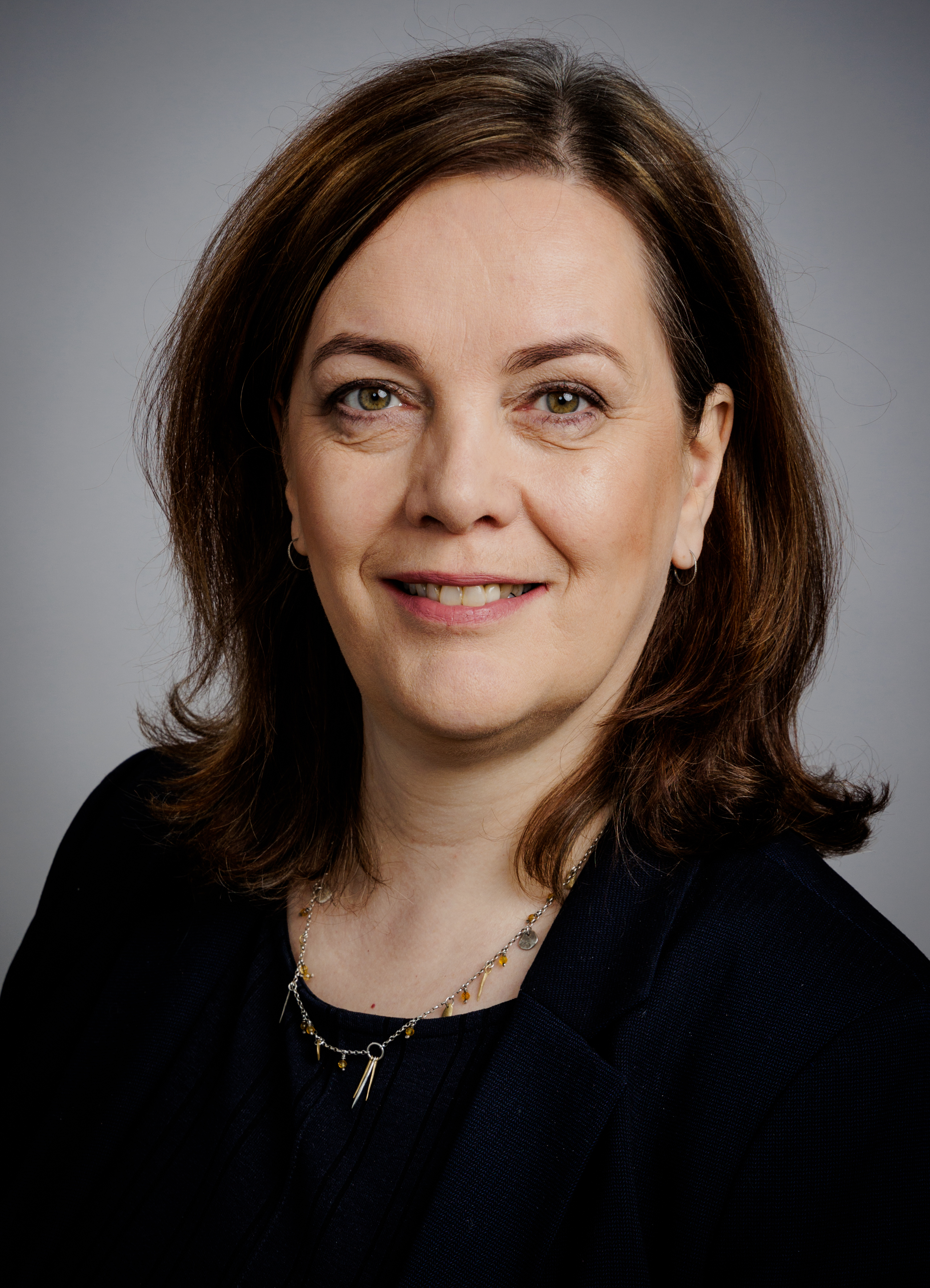
Svandís Svavarsdóttir 2021

Svandís Svavarsdóttir (* 24. August 1964 in Selfoss) ist eine isländische Politikerin und seit Anfang Oktober 2024 Vorsitzende der Links-Grünen Bewegung. Vom 9. April bis zum 17. Oktober 2024 war sie Infrastrukturministerin. Zuvor war sie seit dem 28. November 2021 Ministerin für Fischerei und Landwirtschaft beziehungsweise, aufgrund einer Umstrukturierung und Umbenennung des Ministeriums am 1. Februar 2022, Ernährungsministerin, und davor seit dem 30. November 2017 Gesundheitsministerin im damaligen isländischen Wohlfahrtsministerium. Von 2009 bis 2013 war Svandís Svavarsdóttir Umweltministerin.

## Leben
Svandís Svavarsdóttir studierte an der Universität Island Sprachwissenschaften, insbesondere die isländische Sprache. Anschließend hatte sie Anstellungen als Lehrerin und als Professorin.
2005 und 2006 war sie Generalsekretärin der Partei Links-Grüne Bewegung. Von 2006 bis 2009 war sie Mitglied des Gemeinderates der isländischen Hauptstadt Reykjavík.
Seit 2009 ist sie Abgeordnete des isländischen Parlaments Althing für den Wahlkreis Reykjavík-Süd. Vom 10. Mai 2009 bis zum 23. Mai 2013 war sie in der isländischen Regierung Jóhanna Sigurðardóttir II Umweltministerin; ihr Nachfolger wurde Sigurður Ingi Jóhannsson von der Fortschrittspartei. Von 2013 bis 2017 war sie Fraktionsvorsitzende der Links-Grünen Bewegung im Althing. Ihre Nachfolgerin in dieser Funktion wurde Bjarkey Gunnarsdóttir.
Seit dem 30. November 2017 war Svandís Svavarsdóttir Gesundheitsministerin im Kabinett Katrín Jakobsdóttir I, das aus Mitgliedern der Links-Grünen Bewegung, der Unabhängigkeitspartei und der Fortschrittspartei bestand. Ihr Ministerium und das Ministerium für Soziales und Gleichberechtigung, dem Ásmundur Einar Daðason vorstand, bildeten damals organisatorisch das isländische Wohlfahrtsministerium (Velferðarráðuneytið). Im Kabinett Katrín Jakobsdóttir II, das am 28. November 2021 als Fortführung der bestehenden Koalition gebildet wurde, wurden die Ministerien teilweise restrukturiert und umbenannt und die Ministerposten neu vergeben. Svandís Svavarsdóttir wurde zunächst das Ministerin für Fischerei und Landwirtschaft zugeteilt, aus dem auf den 1. Februar 2022 das Ernährungsministerium geschaffen wurde.
Nach dem Rücktritt von Katrín Jakobsdóttir als Premierministerin und Vorsitzende der Links-Grünen Bewegung übernahm Svandís Svavarsdóttir im am 9. April 2024 gebildeten Kabinett Bjarni Benediktsson (2024 I) das Amt der Infrastrukturministerin, worin sie Sigurður Ingi Jóhannsson nachfolgte. Anfang Oktober 2024 wurde sie zur neuen Parteivorsitzenden gewählt.
Nach der vorzeitigen Auflösung der Koalition im Oktober 2024 erklärten die Vertreter der Links-Grünen Bewegung, nicht als Minister in der zu bildenden Übergangsregierung mitwirken zu wollen, die die Geschäfte bis zur Bildung einer neuen Regierung nach der vorgezogenen Wahl vom 30. November 2024 führen wird. Auch Svandís Svavarsdóttir hat ihren Ministerposten somit aufgegeben. Diesen hat in der Übergangsregierung ihr Vorgänger als Infrastrukturminister, Sigurður Ingi Jóhannsson, zusätzlich zu seinem Finanz- und Wirtschaftsministerium übernommen. Wirksam wurde dies durch einen Erlass der Staatspräsidentin Halla Tómasdóttir vom 17. Oktober 2024.